# Freeform (rete televisiva)
Freeform è una rete televisiva via cavo statunitense, di proprietà di ABC Family Worldwide Inc., una divisione di The Walt Disney Company.

## Storia
Freeform è stata fondata nel 1977 da Pat Robertson col nome CBN Cable e si è poi evoluta in The Family Channel. Nel 1998 è stata venduta a Fox Kids Worldwide Inc (del gruppo News Corp.) e rinominata Fox Family. Il 24 ottobre 2001 Fox Family Worldwide Inc è stata venduta a The Walt Disney Company, la vendita alla Disney ha incluso Saban Entertainment e Fox Family. Il canale, rinominato ABC Family, si propone come a target giovanile e familiare.
Nell'ottobre 2015 il presidente della rete televisiva Tom Ascheim annuncia che il nome del network verrà rinominato come Freeform, a partire dal gennaio 2016, per meglio riflettere la cresciuta essenza del suo pubblico di giovani adulti. Freeform offre una programmazione contemporanea, trasmettendo serie televisive e film.

## Loghi

1998-2000
2000-2001
2001-2002
2003-2016
2016-2018
2018-2022
2022-presente

## Lista di programmi originali

### Fiction TV
- The New Original Amateur Hour (1992)
- State of Grace (2001-2002)
- The Brendan Leonard Show (2003)
- Beautiful People (2005-2006)
- Wildfire (2005-2008)
- Three Moons Over Milford (2006)
- Kyle XY (2006-2009)
- Slacker Cats (2007)
- Greek - La confraternita (Greek) (2007-2011)
- Lincoln Heights - Ritorno a casa (Lincoln Heights) (2007-2009)
- The Middleman (2008)
- La vita segreta di una teenager americana (The Secret Life of the American Teenager) (2008-2013)
- Roommates (2009)
- Ruby & The Rockits (2009)
- 10 cose che odio di te (10 Things I Hate About You) (2009-2010)
- Make It or Break It - Giovani campionesse (Make It or Break It) (2009-2012)
- Huge - Amici extralarge (Huge) (2010)
- Pretty Little Liars (2010-2017)
- Melissa & Joey (2010-2015)
- Switched at Birth - Al posto tuo (Switched at Birth) (2011-2017)
- The Lying Game (2011-2013)
- Le nove vite di Chloe King (The Nine Lives of Chloe King) (2011)
- State of Georgia (2011)
- Jane stilista per caso (Jane by Design) (2012)
- A passo di danza (Bunheads) (2012-2013)
- Baby Daddy (2012-2017)
- Twisted (2013)
- Ravenswood  (2013-2014)
- The Fosters (2013-2018)
- Chasing Life (2014-2015)
- Young & Hungry - Cuori in cucina (2014-2018)
- Stitchers (2015-2017)
- Shadowhunters (2016-2019)
- Dead of Summer (2016)
- Guilt (2016)
- Beyond (2017-2018)
- Famous in Love (2017-2018)
- Cloak & Dagger (2018-2019)
- Pretty Little Liars: The Perfectionists (2019)
- Motherland: Fort Salem (2020-2022)
- Cruel Summer (2021-)
- Segreti di una tata (The Watchful Eye) (2023-)

### Reality show
- The Home and Family Show (1996-1998)
- Scariest Places On Earth (2000-2006)
- My Life is a Sitcom (2003)
- Knock First (2003)
- Switched! (2003-2004)
- Switched Up! (2003-2004)
- Brat Camp (2004)
- Kicked Out (2005)
- Las Vegas Garden of Love (2005)
- Venus and Serena: For Real (2005)
- Schooled (2006)
- Back on Campus (2006)